# Maresia nana
Maresia nana är en korsblommig växtart som först beskrevs av Dc., och fick sitt nu gällande namn av Jules Aimé Battandier. Maresia nana ingår i släktet Maresia och familjen korsblommiga växter. Inga underarter finns listade i Catalogue of Life.

## Bildgalleri

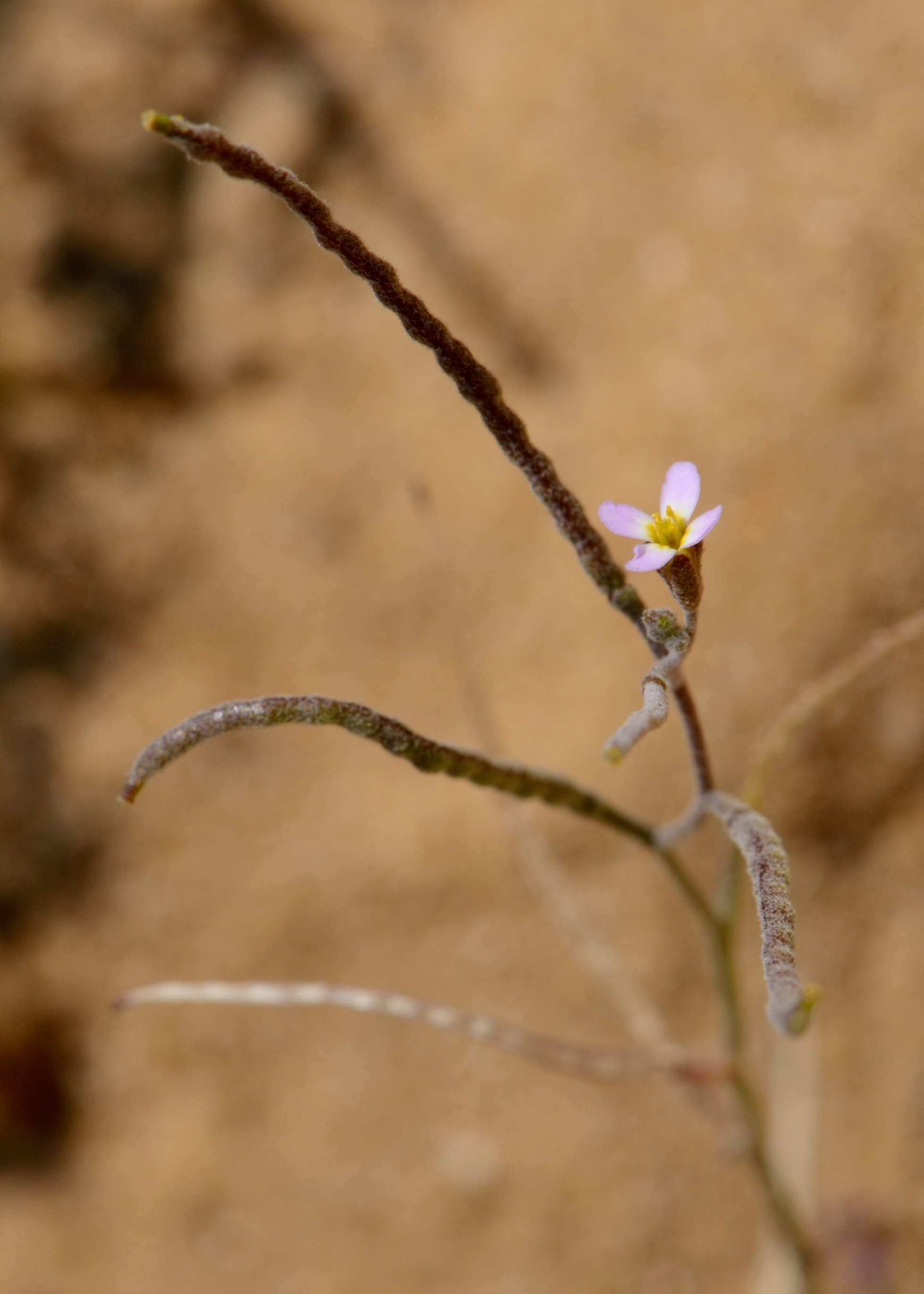